# Thunderbird (train)
Pour les articles homonymes, voir Thunderbird.
Le Thunderbird (サンダーバード) est un train express existant au Japon et exploité par la compagnie JR West, qui relie la ville d'Osaka à celle de Maibara.

## Gares desservies
Le Thunderbird circule de la gare d'Osaka à la gare de Maibara en empruntant les lignes Tōkaidō, Kosei, et Hokuriku.
| Nom des gares |
| ------------- |
| Osaka         |
| Shin-Osaka    |
| Takatsuki*    |
| Kyoto         |
| Katata*       |
| Ōmi-Imazu*    |
| Tsuruga       |

Les gares marquées d'un astérisque ne sont pas desservies par tous les trains.

## Matériel roulant
Les modèles utilisés sur ce service sont :

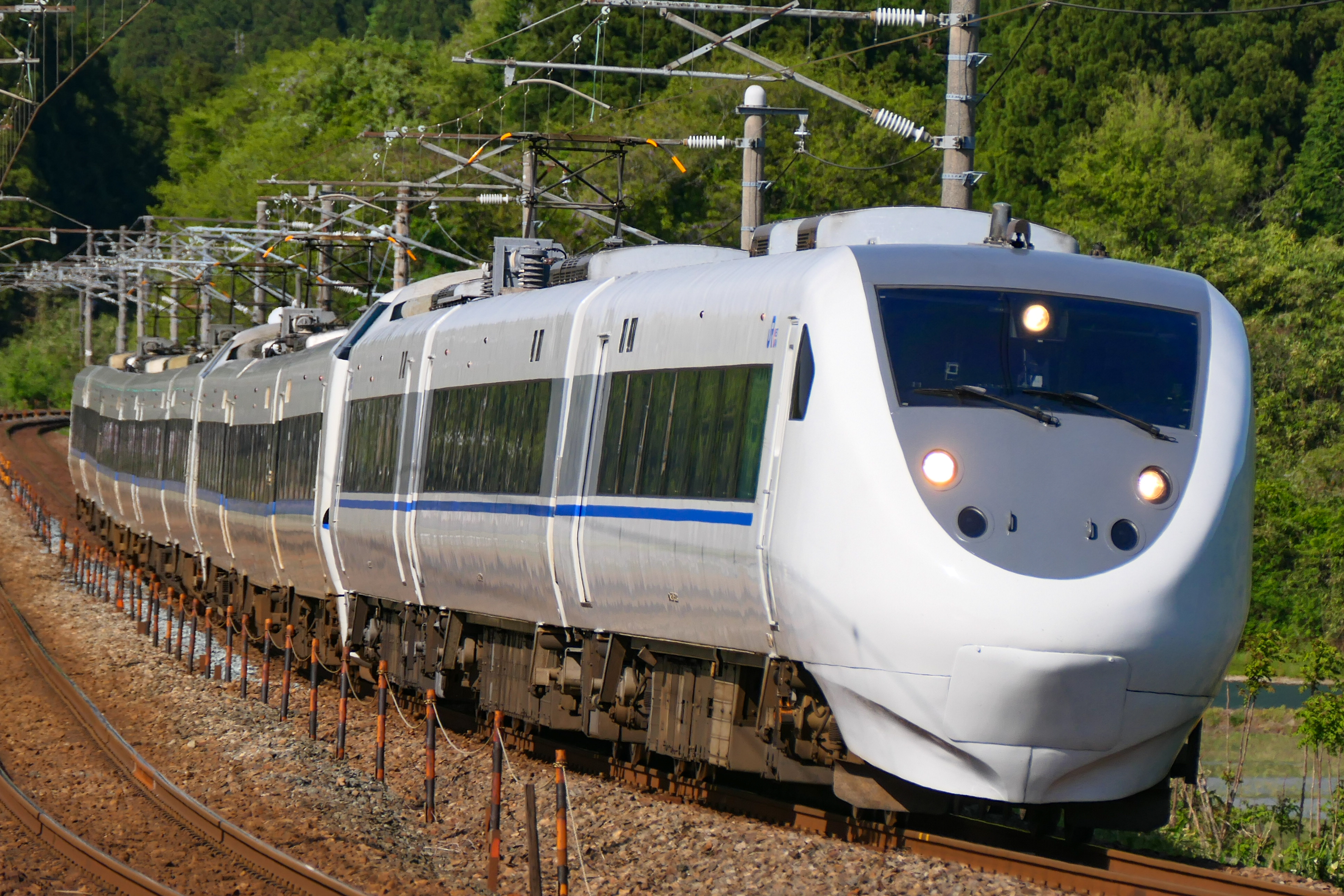
Série 681
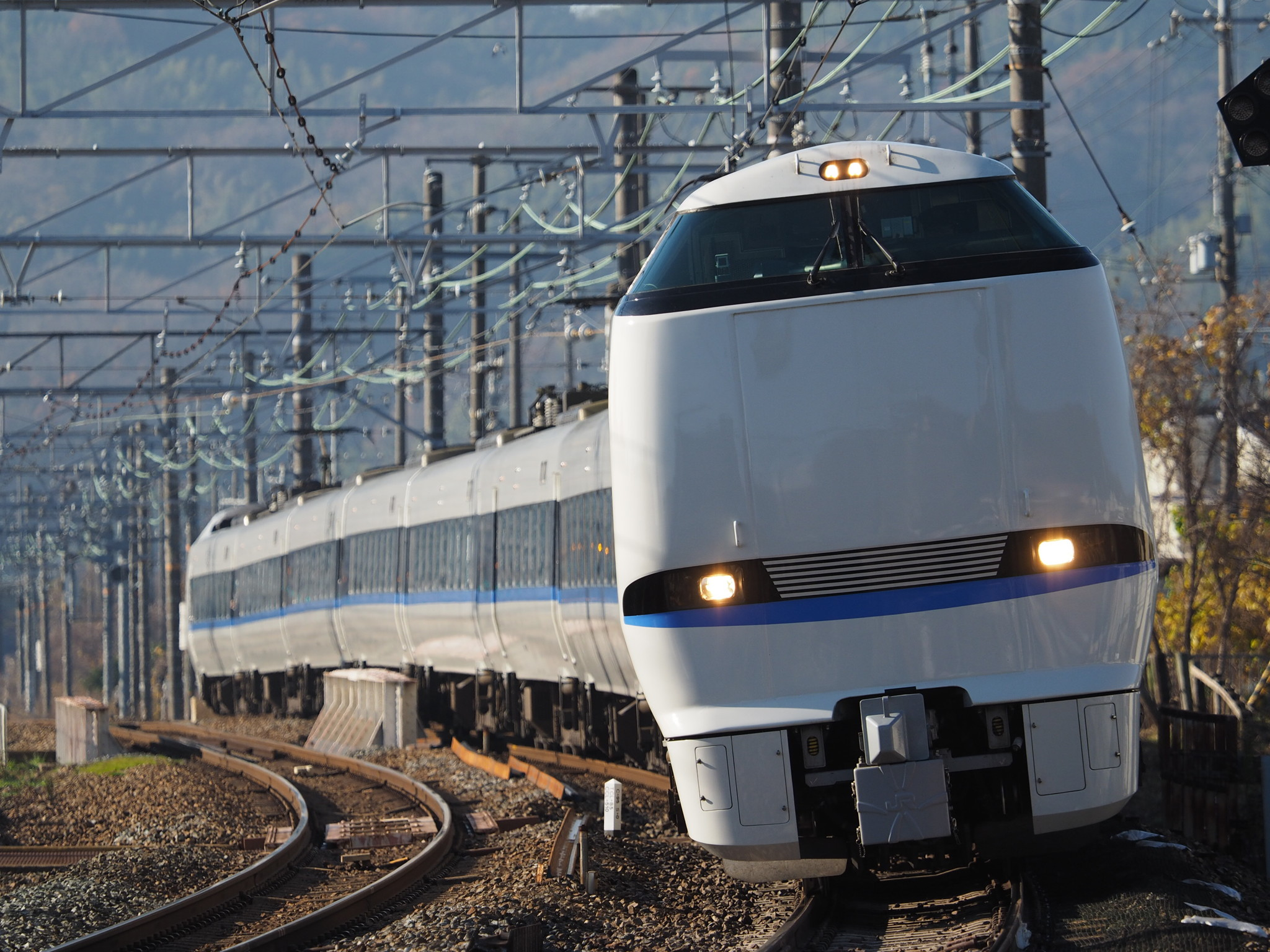
Série 683

## Composition des voitures
Tous les trains sont complètement non fumeurs. La voiture 3 a des sièges réservés aux femmes.
- Séries 681 et 683 :

| N° de voiture | 1     | 2       | 3       | 4       | 5       | 6       |         | 7       | 8       | 9 |
| Classe        | Green | Réservé | Réservé | Réservé | Réservé | Réservé | Réservé | Réservé | Réservé |   |